# Wes Anderson

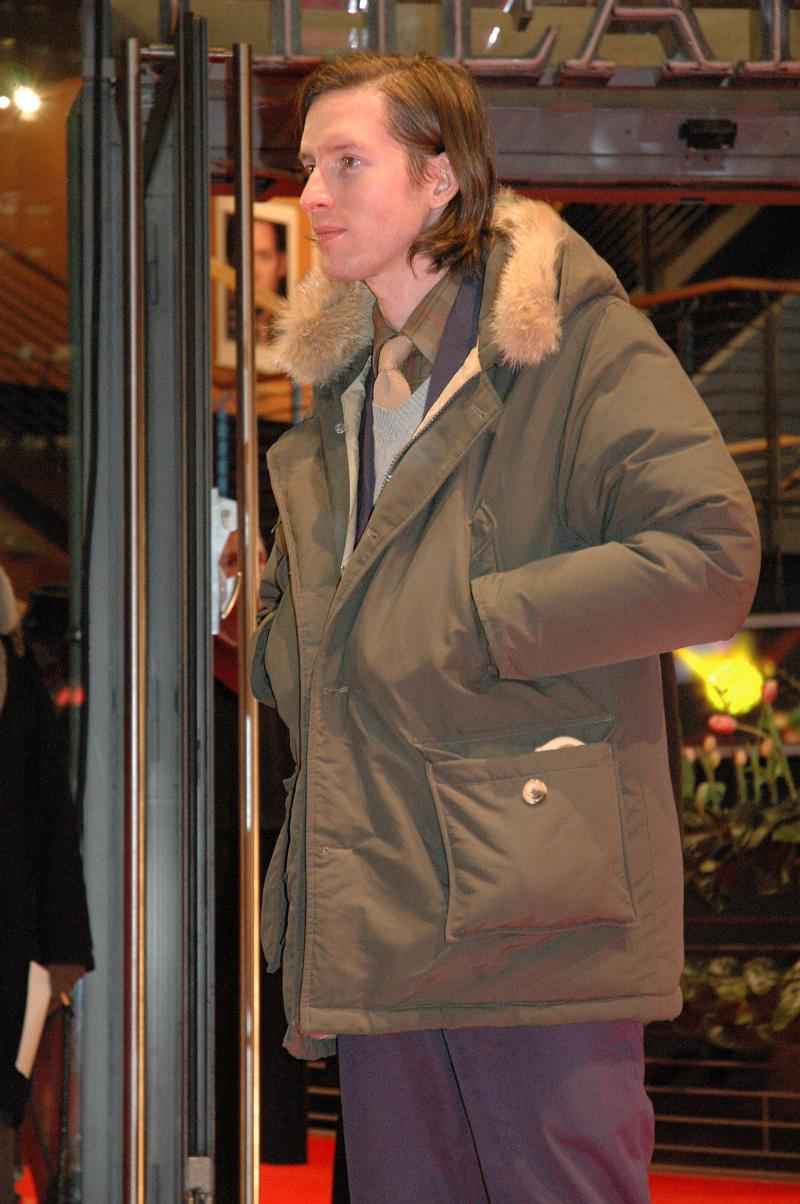
Wes Anderson v roce 2005 v Berlíně

Wes Anderson (* 1. května 1969 Houston, Texas) je americký filmový režisér, scenárista, herec a producent.

## Tvorba
Všechny jeho snímky sdílejí specifickou poetiku charakteristickou svým suchým humorem a symetrickým rámováním kamery. Má stálý okruh spolupracovníků, kteří zahrnují např. herce Owena Wilsona, který je také spoluautorem scénářů prvních třech filmů, nebo Billa Murraye.
Na 96. ročníku Cen Akademie obdržel spolu se Stevenem Ralesem Oscara pro nejlepší krátkometrážní hraný film, a to za snímek Podivuhodný příběh Henryho Sugara.

## Filmografie
| Rok  | Název                                          |
| ---- | ---------------------------------------------- |
| 1996 | Grázlové                                       |
| 1998 | Jak jsem balil učitelku                        |
| 2001 | Taková zvláštní rodinka                        |
| 2004 | Život pod vodou                                |
| 2007 | Darjeeling s ručením omezeným                  |
| 2009 | Fantastický pan Lišák                          |
| 2012 | Až vyjde měsíc                                 |
| 2014 | Grandhotel Budapešť                            |
| 2016 | Come Together                                  |
| 2018 | Psí ostrov                                     |
| 2021 | Francouzská depeše Liberty, Kansas Evening Sun |
| 2023 | Asteroid City                                  |
| 2023 | Podivuhodný příběh Henryho Sugara              |
| 2025 | Fénické spiknutí                               |